# باشگاه فوتبال شارتر
باشگاه فوتبال شارتر (که به عنوان سی شارتر فوتبال نیز شناخته می‌شود ) یک باشگاه فوتبال فرانسوی است که در شارتر واقع شده‌است. این باشگاه در سال ۲۰۱۸ با ادغام دو باشگاه FC Chartres و Chartres Horizon تأسیس شد. از فصل ۲۰۱۹–۲۰۱۸، این باشگاه در لیگ ملی ۲ (سطح چهارم فوتبال فرانسه) و تیم دوم آن در لیگ ملی ۳ به رقابت می‌پردازد.